# NGC 7243
NGC 7243 o Caldwell 16, és un cúmul obert i objecte Caldwell en la constel·lació del Llangardaix. Brilla a una magnitud +6,4. S'hi troba a la vora de les estrelles visibles a ull nu Alfa Lacertae, 4 Lacertae i IC 5217. És a una 2.800 anys llum i sembla tenir uns 100 milions d'anys, estant format de principalment estrelles blaves i blanques.